# 加茂镇
加茂镇，是中华人民共和国海南省保亭黎族苗族自治县下辖的一个乡镇级行政单位。

## 行政区划
加茂镇下辖以下地区：
加茂村、加答村、石建村、半弓村、共村和界水村。